# Bildungswerk des Landessportbundes Rheinland-Pfalz
Die Geschichte des Bildungswerks des LSB Rheinland-Pfalz  (auch bezeichnet als Bildungswerk Sport) beginnt am 5. August 1974, 16.00 Uhr, in Bretzenheim an der Nahe, als die Landesarbeitsgemeinschaft Bildung und Sport e.V. Rheinland-Pfalz gegründet wurde.
An der Gründungsversammlung haben teilgenommen: August Zeuner, Werner Tag, Günther Göres, Walter Grünig, Erich Fuchs, Eugen Müller, Else Klein, Georg Eikamp, Wilhelm Weiler, Willi Klein und Werner Zöbel. Damit waren der Landessportbund, die Sportbünde Rheinland, Rheinhessen und Pfalz, die Sportjugend Rheinland-Pfalz sowie alle überörtlichen Bildungsinstitutionen und Institute des Sports in Rheinland-Pfalz vertreten.
Hieraus entwickelte sich in den folgenden Jahren das Bildungswerk des Landessportbundes (LSB). Damit war Rheinland-Pfalz das erste Bundesland, in dem ein Bildungswerk in Trägerschaft des Sports eingerichtet wurde. 1980 erhielt das Bildungswerk des LSB die staatliche Anerkennung als Weiterbildungseinrichtung. Seit 2011 ist das Bildungswerk – gemessen an den Weiterbildungsstunden – die zweitgrößte Weiterbildungseinrichtung in Rheinland-Pfalz hinter den Volkshochschulen.